# جاکلین رینگولد
جاکلین رینگولد (انگلیسی: Jacquelyn Reingold؛ ۱۳ مارس ۱۹۵۹ – )  فیلم‌نامه‌نویس و تهیه کننده اهل آمریکا بود.